# ليزلي برادبري
ليزلي برادبري (19 أبريل 1938 - )  (بالإنجليزية: Leslie Bradbury)‏ هو لاعب كريكت بريطاني.